# Taraxacum pycnolobum
Taraxacum pycnolobum — вид квіткових рослин з родини айстрових (Asteraceae). Вид зростає в Європі: Естонія, Латвія, Бельгія, Данія, Фінляндія, Німеччина, Нідерланди, європейська Росія, Польща, Швеція, Швейцарія; це багаторічна рослина помірних біомів.